# Насадження сосни кримської (Тальнівський район)
Насадження сосни кримської — ботанічна пам'ятка природи місцевого значення. Об'єкт розташований на території Тальнівського району Черкаської області, квартал 97 Потаського лісництва.
Площа — 0,2 га, статус отриманий 27 червня 1972 року.